# Clavaminato sintasi
La clavaminato sintasi è un enzima appartenente alla classe delle ossidoreduttasi, che catalizza le tre seguenti reazioni:
proclavaminato + 2-ossoglutarato + O2 ⇄ diidroclavaminato + succinato + CO2 + H2O
deossiamidinoproclavaminato + 2-ossoglutarato + O2 ⇄ amidinoproclavaminato + succinato + CO2
diidroclavaminato + 2-ossoglutarato + O2 ⇄ clavaminato + succinato + CO2 + H2O
L'enzima contiene ferro non eme e catalizza tre diverse reazioni ossidative delle sei che caratterizzano il pathway di biosintesi del clavulanato, inibitore della beta-lattamasi, in Streptomyces clavuligerus. I primi due passaggi sono catalizzati dalla N2-(2-carbossietil)arginina sintasi (numero EC 2.5.1.66) e dalla (carbossietil)arginina beta-lattame-sintasi (numero EC 6.3.3.4). Il terzo passaggio (l'idrossilazione) ed i due finali (ciclizzazione ossidativa e desaturazione) sono catalizzati da questo enzima, mentre i quarto ha luogo grazie all'azione della proclavaminato amidinoidrolasi (numero EC 3.5.3.22). Le tre reazioni sono tutte catalizzate dallo stesso sito attivo contenente ferro non eme.